# Лесезнавство
Лесезна́вство — це наукове висвітлення життєвого шляху і творчого доробку Лесі Українки, української письменниці. Дослідників цієї царини прийнято називати лесезнавцями. Їхні студії стосуються таких напрямів: біографійний, бібліографійний, епістолярний, літературознавчий, мовознавчий, психологійний, філософський, геопоетичний, культурософський, феміністичний, гендерний тощо.

### Відомі лесезнавці/-иці
- Агеєва Віра - літературознавиця, викладачка Києво-Могилянської академії;
- Блохин Юрій - літературознавець, дослідник драматургії Лесі Українки;
- Вісич Олександра - літературознавиця, професорка катедри української мови і літератури Національного університету "Острозька академія"; авторка наукових праць за творчістю відомої письменниці. Упродовж 2005-2014 рр. була завідувачкою музею Лесі Українки в Ялті;
- Гундорова Тамара - літературознавиця, авторка численних публікацій з питань сучасної і модерної української літератури, модернізму, постмодернізму, постколоніальної критики, кічу, чорнобильської тематики, фемінізму;
- Деркач Марія - літературознавиця, ініціаторка видання збірок творів Лесі Українки та збереження її архівів;
- Диба Алла - літературознавиця, пропрацювала науковицею у Київському музеї Лесі Українки;
- Дражевська Любов - літературознавиця, перекладачка, журналістка; найвідоміша праця - «Леся Українка: хронологія життя і творчости»;
- Забужко Оксана - українська письменниця, літературознавиця; лауреатка багатьох українських, європейських, міжнародних премій; була викладачкою в Гарвардському та Піттсбурзькому університетах;
- Зборовська Ніла - літературознавиця, письменниця; була директоркою Центру ґендерних досліджень;
- Косач Ольга - письменниця, літературознавиця, сестра Лесі Українки;
- Кочерга Світлана - літературознавиця, професорка катедри української мови та літератури Національного університету "Острозька академія". Стала засновницею й упродовж 1993-2004 рр. очільницею музею Лесі Українки в Ялті;
- Кузякіна Наталія - літературознавиця, театрознавиця; досліджувала драматичний доробок Лесі Українки;
- Мільська Євгенія - племінниця Лесі Українки; авторка спогадів про письменницю та родину Косачів;
- Міщенко Леоніла - літературознавиця, авторка численних публікацій про творчість Лесі Українки;
- Пазуняк Наталія - літературознавиця, була викладачкою Пенсильванського університету, досліджувала творчість Лесі Українки;
- Рисак Олександр - літературознавець, професор катедри української літератури Волинського державного університету імені Лесі Українки, був завідувачем лабораторії лесезнавства;
- Скрипка Тамара - літературознавиця, художниця, займається дослідженням біографії Лесі Українки;
- Шишманова Лідія - письменниця, журналістка; писала спогади про свою кузину Лесю Українку.

### Становлення та розвиток лесезнавства
```
  Ґрунтовні дослідження біографії та творчости Лесі Українки розпочалися невдовзі після її смерти 1913 року. Становлення лесезнавства не відбулося б без матері 
Олени Пчілки
, сестри 
Ольги Косач-Кривинюк
, а також дядька 
Михайла Драгоманова
, які зберігали твори, листи, фольклорні записи письменниці.
```

Фундаторами дослідницьких студій вважають українських неокласиків: М. Зерова, П. Филиповича, О. Бургардта, а також тогочасних науковців А. Музи́чку, А. Ніковського. Вони "одні з перших змогли найповніше наблизитись до студіювання сутнісних ознак мистецької техніки поетеси, психології її творчости, генези й типології її неоромантизму, а головно – зуміли “прочитати” Лесю Українку в світовому літературному контексті". Тогочасними (і сучасними) засадами було “тлумачення українського письменства як повноцінної європейської літератури, розуміння її як відкритої динамічної системи, в якій глибока національна традиція синтезується з культурним досвідом людства" — С. Мельник
Найактивніший розвиток лесезнавства припав на радянську добу. Ідеологійні утиски ускладнювали дослідження про українську письменницю, яка відстоювала європеїстичні ідеали. Проте в цей період формувалися академічні осердя на території України та щобільше активізувалося діаспорне вивчення.
Михайло Шляхтиченко у праці «Леся Українка в освітленні літературної критики», що з’явилася друком у Празі 1931 року, підсумував літературно-критичні праці про Лесю Українку від прижиттєвих досліджень до 30-х років XX ст. 
Важливим культурним "голосом" був часопис "Наші дні", в якому публікували свої праці про Лесю Українку Марія Деркач, О. Косач-Кривинюк, Ю. Шерех («Театр Лесі Українки чи Леся Українка в театрі?»). У Канаді публікували праці С. Русова («Наші визначні жінки. Літературні силюети Лесі Українки, Олени Пчілки»), С. Драгоманов, Л. Білецький, В. Блавацький, П. Одарченко.
Після Другої світової війни центром українського життя в Європі залишався Мюнхен. Тут засновують видавництва «Сучасність», «На горі», «Українське видавництво», а з 1961 року виходить журнал «Сучасність», на сторінках якого опубліковано низку досліджень про Лесю Українку. 
Упродовж 50-70-х років велика частина науковців переїжджає в Канаду та США. Там відбулося перевидання 12-томника творів письменниці. Уже 1970 року опубліковано ґрунтовну працю О. Косач-Кривинюк «Леся Українка. Хронологія життя і творчости».
Творчі шукання Лесі Українки-драматургині досліджували Л. Білецький, В. Петров, Р. Кухар, В. Чапленко, Я. Розумний, Р. Задеснянський І. Пеленська, Н. Пазуняк, Р. Веретельник. Сценічність драматичних творів, проблему «Леся Українка і театр» вивчали Ю. Шерех, Б. Бойчук, П. Заярський (Одарченко), Л. Залеська-Онишкевич, Т. Горохович. Не оминали питання етнографії і народних вірувань у творчости Лесі Українки Л. Білецький, Д. Козій, І. Пеленська, П. Одарченко, О. Воропай. Про Лесю Українку-перекладача писали П. Одарченко, Б. Стебельський, І. Качуровський. До вивчення епістолярної спадщини зверталися О. Косач-Кривинюк, І. Косач-Борисова, П. Одарченко, Світлана Кочерга. Проблема творчости Лесі Українки в контексті української класичної літератури висвітлена в дослідженнях П. Одарченка, С. Голубенка, В. Яніва.
До 50-річчя смерті письменниці філологійна секція Наукового Товариства імені Тараса Шевченка у Нью-Йорку 1 лютого 1964 року провела наукову конференцію. 22 травня 1971 року НТШ відзначило сторіччя Лесі Українки. Ювілейна конференція відбулася також в Українському науковому інституті Гарвардського університету. 
Наприкінці ХХ – поч. ХХІ ст. в Україні друкують цінні праці дослідників української еміграції, зокрема П. Одарченка «Леся Українка. Розвідки різних років» (Київ, 1994), Р. Кухаря «До джерел драматургії Лесі Українки» (Ніжин, 2000), а в Канаді популярне видання Катрі Янківської «Три визначні письменниці» (Леся Українка, Марко Вовчок,
Ольга Кобилянська) (Вінніпег, 1995).
Початок ХХІ ст. подарував українським читачам «Літературну
есеїстику» Д. Донцова (Дрогобич, 2010), де вміщені статті про
Лесю Українку «вісниківського» та повоєнного періоду.
У серії «Українська модерна література» вийшла книга
статей Марти Тарнавської «Ключі від царства», де опубліковано працю про Лесю Українку в діаспорі «Листи так довго йдуть»
(Київ, 2001).
У видавництві ім.
Олени Теліги вийшла друком праця Н. Іщук-Пазуняк «Леся
Українка. Ідея свободи у спектрі світової цивілізації» (2008). У львівському видавництві «Літопис» 2009 р. з’явився
друком збірник статей та досліджень Л. Залеської-Онишкевич
«Текст і гра...». Дослідницьку увагу привернула драматична
поема Лесі Українки «У пущі» як твір модерної літератури.
Значною подією став вихід у світ джерелознавчих матеріалів
про життя і творчість Лесі Українки, упорядковане дослідницею Т. Скрипкою: «Лариса
Петрівна Косач–Квітка. Біографічні матеріали. Спогади.
Іконографія» (Кн. 1, 2004), «Лариса Петрівна Косач–Квітка.
Біографічні матеріали. Спогади. Іконографія» (Кн. 2, 2015),
«Спогади про Лесю Українку»

### Географія лесезнавчих студій

#### Україна
Університети та музеї — осередки лесезнавства в Україні. Вони присвячують конференції, круглі столи, літературні конкурси вивченню біографії та творчости Лесі Українки; публікують монографії, розвідки, аналізи, статті, антології й інші наукові роботи.
- Волинський національний університет ім. Лесі Українки (Волинська школа лесезнавства)

```
  2021 р. уклав "Рекомендаційний бібліографічний покажчик до 150-річчя від дня народження Лесі Українки"
[
3
]
, яке складається із 741 праці науковців, аспірантів, студентів та співробітників ЗВО.
```

- Національний університет "Острозька академія"

```
  Літературознавиці 
Світлана Кочерга
 та 
Олександра Вісич
 активно працюють у царині лесезнавства на катедрі української мови та літератури. 22 березня 2021 року в межах Відкритого університету Острозької академії відбулася лекція на тему «Леся Українка: динаміка візій та стереотипи поколінь»
[
4
]
. Науковиці були упорядницями та редакторками томів про драматургію 14-томника Лесі Українки. 
```

- Колодяжненський літературно-меморіальний музей Лесі Українки

- Музей Лесі Українки в Ялті (повноцінно функціював до 2014 року)

#### Німеччина
У Німеччині лесезнавство заснував відомий
українсько-німецький професор Юрій Бойко-Блохин у
Людвіг-Максиміліянському Університеті в Мюнхені (ЛМУ),
де він працював 27 років, а під час читання лекцій для студентів,
показував зв’язки Лесі Українки із німецькими романтиками та
неоромантиками, і як її романтизм виростав на ґрунті
західноєвропейської літератури.
1988 року відбувся Міжнародний Симпозіум «Леся Українка і європейська література». За його матеріалами вийшов науковий збірник «Lesja Ukrajinka und die europäische Literatur».
Згодом було засноване «Німецько-українське наукове Об’єднання імені професора Юрія Блохина» (НУНО) в Німеччині, президентом якого стала дружина Дарина Блохин.

#### Грузія
Останні наземні дні Леся Українка провела в курортному місті Грузії Сурамі. 1952 року там було відкрито музей Лесі Українки. Цьогоріч музей реставрували. В оновленому музеї представлені експонати, що розповідають про життя і творчість Лариси Косач: поетичні збірки, рукописи, фотографії, етнографічні матеріали та предмети мистецтва. 
23 червня 2022 року відбулася презентація науково-популярного фотоальманаху про життя та творчу діяльність Лесі Українки в м. Телаві, Кахетія.

### Науковий здобуток лесезнавства
Бібліографія наукового доробку лесезнавства містить понад 1000 позицій. Одна з найґрунтовніших праць — повне нецензуроване академічне зібрання творів Лесі Українки в 14 томах, видане з нагоди її 150-річного ювілею (2021). 

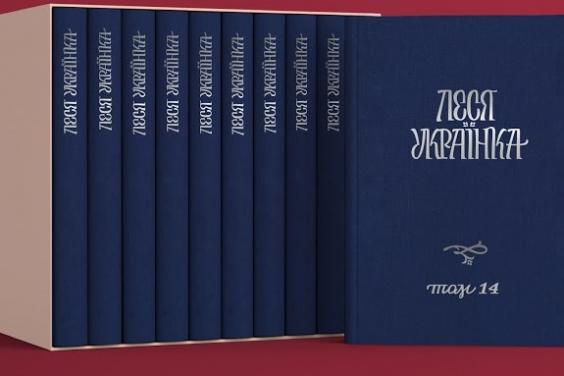
14-ти томне зібрання творів Лесі Українки (видання 2021 року)

 Для цього було створено 14 редакційних колегій, до роботи в яких залучили відомих лесезнавців і текстологів з різних міст України: Луцька, Києва, Острога, Львова  та інших.